# SV Eintracht Trier 05
SV Eintracht Trier 05 is een Duitse voetbalclub uit Trier. De club ontstond op 11 maart 1948 na een fusie tussen SV Trier 05 en SV Eintracht 06 Trier. De club speelde veertien jaar lang in de hoogste klasse, tussen 1948 en 1962.

## Geschiedenis
Beide voorgangers speelden voor de oorlog een aantal seizoenen in de hoogste klasse, SV Trier deed dat ook onder de naam SV Westmark 05 Trier.
De fusieclub kon meteen in de Oberliga Südwest starten, een van de vijf hoogste klassen in West-Duitsland. De eerste jaren eindigde de club enkele keren in de top tien, maar kwam niet hoger dan een zesde plaats. De rest van de jaren vijftig was de club slechts een middenmoter. Na een degradatie in 1962 maakte de club geen kans om in 1963 opgenomen te worden in de nieuwe  Bundesliga en werd zo in de Regionalliga (2de klasse) ingedeeld.
Trier begon met een 5de en 3de plaats maar de volgende jaren haalde de club maar middelmatige resultaten. In 1973, opnieuw een jaar voor de opheffing van de klasse, degradeerde de club. Na enkele goede resultaten promoveerde de club in 1976 naar de 2 jaar oude 2. Bundesliga. De club moest eigenlijk degraderen maar doordat Röchling Völklingen geen licentie kreeg mocht de club in 2de blijven.
In 1981 haalde de club zijn beste notering maar moest toch degraderen omdat de 2. Bundesliga van twee klassen naar één klasse werd gereduceerd. De club deed het vrij goed in de 3de klasse (Oberliga Südwest) de volgende jaren maar kon geen promotie afdwingen. In 1994 werd de Regionalliga heringevoerd, nu als derde klasse. Als kampioen van de Oberliga kwalificeerde de club zich hier voor.
Het seizoen 1997/98 was succesvol voor de club, ondanks dat Eintracht Trier vijfde werd in de Regionalliga werd de halve finale van de DFB-Pokal bereikt en won de club van eersteklassers FC Schalke 04 en Borussia Dortmund. In de halve finale verloor de club van MSV Duisburg in de penaltyreeks met 9-10.
Na vele jaren in de subtop kon de club in 2002 eindelijk terugkeren naar de 2. Bundesliga en wist daar drie seizoenen stand te houden. In het eerste seizoen werd de club zelfs zevende. Daarna belandde Eintracht echter in een vrije val en degradeerde de club twee keer op rij, naar de Oberliga Südwest. Na twee seizoenen promoveerde de club terug naar de Regionalliga, echter was dit geen niveau omhoog door de invoering van de 3. Liga. In 2011 werd Trier vicekampioen en in 2012 vierde. In 2017 volgde een degradatie.